# Abu Shujaa
Mohammed Samer Mahmoud Jaber (arabisch محمد سامر محمود جابر Muhammad Samir Mahmud Dschabir, DMG Muḥammad Sāmir Maḥmūd Ǧābir, geb. 1998; gest. 29. August 2024, nom de guerre: Abu Schudschaa, أبو شجاع Abu Schudscha, DMG Abū Šuǧāʿ, dt.: „Vater des Muts“; hebräisch אבו שוג'אע) war ein palästinensischer Milizionär im israelisch besetzten Westjordanland (Westbank). Er war von April 2022 bis zu seiner Tötung durch die Israelischen Streitkräfte (IDF) im August 2024 Anführer der Tulkarm-Brigade. 

## Leben
Jaber wurde 1998 in Nur Schams, Gouvernement Tulkarm, geboren. Seine Familie stammte aus Haifa, war aber während des Palästinakrieges 1948 vertrieben worden. Er begann schon in jungen Jahren mit anti-israelischen militanten Aktionen und wurde häufig von israelischen und palästinischen Behörden verhaftet.
2022 gründete er zusammen mit dem ersten Anführer Saif Abu Labdeh die Tulkarm-Brigade. Er übernahm das Kommando, nachdem Labdeh am 2. April 2022 getötet worden war.
Er war persönlich verbunden mit der Fatah, verließ aber die Partei und schloss sich dem Islamischen Dschihad in Palästina (Ḥarakat al-ǧihād al-islāmī fī filasṭīn, PIJ) an, als der Krieg in Israel und Gaza seit 2023 im Oktober 2023 begann.
Als Schlüsselfigur wurde er von den israelischen Behörden gesucht. Er war an der Planung und Durchführung zahlreicher Attacken gegen israelische Ziele beteiligt, inklusive einer Schießerei im Juni 2024, bei der ein israelischer Zivilist in Qalqilya umkam. Er wurde bei einem israelischen Angriff in Tulkarm im Dezember 2023 verwundet und man hielt ihn nach einem Angriff der IDF in Tulkarm im April 2024 für tot, aber er tauchte bei einer Beerdigung für zahlreiche palästinensische Kämpfer wieder auf.
Die Ausschreitungen am 26. Juli 2024 in Tulkarm wurden ausgelöst als die Palestinian National Security Forces (قوات الأمن الوطني الفلسطيني / Quwwāt al-Amn al-Waṭanī al-Filasṭīnī) versuchten Jaber zu verhaften, während er nach einer Explosion in Behandlung war. Menschenmassen protestierten und zwangen die Sicherheitskräfte, sich zurückzuziehen.
Am 29. August 2024 tötete die israelische Anti-Terroreinheit JAMAM Jaber und vier weitere Milizionäre während Kämpfen in und um eine Moschee in Tulkarm im Zuge der großangelegten Angriffe im Westjordanland. Gruppen wie Palestinian Islamic Jihad und Hamas bekundeten ihre Anteilnahme an Jabers Tod.